# ラブコモンズ
ラブコモンズ（LOVECOMMONS）は、2011年6月に結成された日本の共同研究ユニット。ラブコモと略称される。音楽活動の他にも映像制作や絵画制作、プロデュース業展開など、多角的なアート活動を行っている。

## 概要
はじめてふたりで食事に行った際、なぜかカップルシートに案内されるが、ひたすら3時間語り合い、共同体を形成することとなる。様々な社会貢献活動に参加し、自分たちの社会貢献活動を「ラブコモンズ」と呼ぶようになる。活動のひとつである「ラブコモンズ・ジャパン」は、世界中の孤児院にオリジナル文房具をプレゼントする社会貢献活動である。その他にも、下町を中心とした地域活性化、中小企業ビジネス支援、女性の社会進出支援、芸能・芸術家育成雇用支援などの活動にも力を入れている。

## メンバー
筒井はじめ（つついはじめ）
1990年～1999年にかけ、海外で様々な芸術文化を学び帰国し、芸術活動を開始する。日本での芸術活動はあらゆる方面から注目を集め、これまでに早乙女太一の着物製作や箸の老舗メーカー兵左衛門との箸ブランド設立、大相撲協会軍配デザイン、天皇皇后用の箸デザインを製作するなどしている。日本文化の新しい形を追求し、他にも様々なコラボレーションを展開し、近代アートの先端を走る芸術家である。2011年にラブコモンズを結成する。
大前孝太郎（おおまえこうたろう）
住友銀行（現三井住友銀行）等を経て、1998年より内閣官房特別調査員。2001年より内閣府参事官補佐、企画官等を経て2006年1月より内閣府政策企画調査官(2009年5月まで)を歴任する。2006年4月より慶応義塾大学総合政策学部准教授に就任。2009年城北信用金庫常務理事、2012年専務理事を経て、2015年より理事長。2011年、ラブコモンズを結成する。

## 来歴
2011年
- 6月-LOVECOMMONS結成。
- 11月-城北信用金庫のYouTube公式チャンネル「JOHOKUTV」をプロデュースする。
- 12月-ドキュメント作品「誰かのハッピーバースデー」を制作。頑張っている人を素敵に輝かせようというコンセプトで、バーテンダー、女子大生にフォーカスした作品である。

2012年
- 3月-「東京国際アニメフェア2012」、「きみとも 筒井はじめブース」にて、トークショーに出演。
- 4月-フリーペーパー「LOVE COMMONS」第1号を発行。同年7月には、第2号が発行される[1]。
- 9月-CGアニメーション作品「貝星君」（声・制作総指揮、筒井はじめ。プロデュース、大前孝太郎)が、第18回上海アニメフェスティバルにて優秀賞を受賞。
- 10月-「ラブコモンズジャパン」プロジェクト開始。各国大使館の協力の元、世界中の孤児院にメッセージ入り文具をプレゼントする企画である。
- 10月20日-「北区花火会」プロデュース。出生率が上昇している東京下町地区の子供たちに花火を見せたいという考えから、行政や地域経済に提案し実現。５万人動員。
- 10月-筒井はじめ、ラブコモンズメッセージ「大人の皆様へ」公開。

2013年
- 1月-大前孝太郎、ラブコモンズメッセージ第二弾「大人の皆様へ」公開。
- 2月20日～3月5日-上野の森美術館ギャラリーにて「ラブコモンズ展」開催[2][3]。
- 3月3日-上野の森美術館ギャラリーにて、子供絵画教室開催。
- 4月20日～24日-上野の森美術館本館にて「筒井はじめ『僕が大前孝太郎を好きになった理由』展」開催[4][5]。
- 4月-アーティスト支援活動「ラブコモンズショーウィンドー」開始。最長2週間。W:156.5cm H:250cm D:73.5cmの空間を無料で、アーティストに貸し出している。
- 10月12日-「第2回北区花火会」プロデュース[6]。5万人を動員[7]。

2014年
- 3月-東京下町「亀有」を世界に発信するフリーペーパー『LOVECOMMONS KAMEARI』vol.1発刊。
- 5月24日-第一回子供絵画教室開催。（城北信用金庫南千住支店にて）
- 6月21日-第二回子供絵画教室開催。（城北信用金庫南千住支店にて）
- 6月28日-第三回子供絵画教室開催。（城北信用金庫南千住支店にて）
- 7月23日-第四回子供絵画教室開催。（農林水産省大臣室にて）
- 8月-インタビュー・ドキュメント作品『300年後のJAPANESE』vol.1公開。「現代人の我々から未来の人々への愛のメッセージ」がコンセプトである。
- 9月-『LOVECOMMONS KAMEARI』vol.2発刊。
- 10月11日-「第3回北区花火会」[8]プロデュース。
- 10月18日-第一回子供書道教室開催。（城北信用金庫日暮里中央支店にて）
- 12月20日-子供書初め教室開催。全二回（城北信用金庫日暮里中央支店にて）

2015年
- 1月10日-子供書初め教室開催。全二回（城北信用金庫日暮里中央支店にて）
- 2月11日-書初め教室に参加する子供9名が書道全日本書芸文化院書初コンクールにて受賞。
- 10月10日-「第4回北区花火会」[9]プロデュース。

## 作品

### 映像作品
- CGアニメーション作品『貝星君』(全10話）(2011年10月14日)
- 『Jumping Now』（2011年12月2日）
- 『TOKYO SAMURAI CHANCE』（2011年12月22日）
- 『誰かのHappyBirthday』（2012年1月12日）
- 『城北革命』（2012年2月20日）
- 『LOVE COMMONS OFFICE Live Paint』（2012年2月27日）
- ゴマルヨンズボンPV『IN MY LIFE』（2012年5月16日）
- 『KISS』（2012年7月21日）
- 『貝星君』韓国語吹替え版(1～3話)（2012年7月21日）
- 『IN MY ART』（2012年7月31日）
- 『LOVE COMMONS 001』（2012年9月5日）
- 『大人の皆様へ』（2012年10月24日）
- 『大人の皆様へ2』（2013年1月25日）
- 『300年後のJAPANESE』vol.1（2014年8月1日）
- 『300年後のJAPANESE』vol.2（2014年9月11日）
- 『300年後のJAPANESE』vol.3（2014年9月11日）
- 『300年後のJAPANESE』vol.4（2014年9月13日）
- 『300年後のJAPANESE』vol.5（2014年9月23日）
- 『300年後のJAPANESE』vol.6（2014年10月31日）
- 『300年後のJAPANESE』vol.7（2014年12月16日）
- 『300年後のJAPANESE』vol.8（2015年2月2日）
- 『300年後のJAPANESE』vol.9（2015年3月6日）
- 『300年後のJAPANESE』vol.10（2015年6月10日）